# Sepsis (djur)
Sepsis är ett släkte av tvåvingar. Sepsis ingår i familjen svängflugor.

## Dottertaxa tillSepsis, i alfabetisk ordning[1][2]
- Sepsis abyssinica
- Sepsis adjuncta
- Sepsis aequipilosa
- Sepsis alanica
- Sepsis alta
- Sepsis arotrolabis
- Sepsis asiana
- Sepsis barbata
- Sepsis baringoensis
- Sepsis basilewskyi
- Sepsis bicornuta
- Sepsis biflexuosa
- Sepsis bigemmis
- Sepsis coprophila
- Sepsis cynipsea
- Sepsis defensa
- Sepsis delectabilis
- Sepsis dilata
- Sepsis dissimilis
- Sepsis duplicata
- Sepsis dvuzubka
- Sepsis ephippium
- Sepsis erocha
- Sepsis femoriseta
- Sepsis fissa
- Sepsis flavimana
- Sepsis fulgens
- Sepsis fulvolateralis
- Sepsis golospinka
- Sepsis gracilenta
- Sepsis holaethiops
- Sepsis humeralis
- Sepsis igniventris
- Sepsis indica
- Sepsis kalongensis
- Sepsis kaszabi
- Sepsis kenyae
- Sepsis kiribatensis
- Sepsis krocha
- Sepsis kyandolirensis
- Sepsis lateralis
- Sepsis latiforceps
- Sepsis lindneri
- Sepsis lineatipes
- Sepsis lineolata
- Sepsis luteipes
- Sepsis luteola
- Sepsis macrochaetophora
- Sepsis mediana
- Sepsis monostigma
- Sepsis mwanzaensis
- Sepsis nakanishii
- Sepsis namibica
- Sepsis neglecta
- Sepsis neocynipsea
- Sepsis nepalensis
- Sepsis nigripes
- Sepsis nigritarsis
- Sepsis nitens
- Sepsis oligochaeta
- Sepsis orthocnemis
- Sepsis ozerovi
- Sepsis pamirensis
- Sepsis pedunculata
- Sepsis perisubrecta
- Sepsis petulantis
- Sepsis pronodosa
- Sepsis pseudomonostigma
- Sepsis punctum
- Sepsis richterae
- Sepsis rufipectus
- Sepsis secunda
- Sepsis sepsi
- Sepsis setulosa
- Sepsis sobria
- Sepsis stenocalyptrata
- Sepsis sternopleuralis
- Sepsis subglabra
- Sepsis suwai
- Sepsis testacea
- Sepsis thoracica
- Sepsis tshupaensis
- Sepsis validiseta
- Sepsis violacea
- Sepsis volosatka
- Sepsis zuskai